# Vattenfall Cyclassics 2013
La  18e édition de la Vattenfall Cyclassics a eu lieu le 25 août 2013. Il s'agit de la 23e épreuve de l'UCI World Tour 2013. La course a été remportée lors d'un sprint massif par l'Allemand John Degenkolb (Argos-Shimano) devant son compatriote André Greipel (Lotto-Belisol) et le Norvégien Alexander Kristoff (Katusha).
Le succès de Degenkolb, son premier lors d'une classique, est le premier pour l'Allemagne depuis Erik Zabel vainqueur de l'édition 2001. Le Britannique Christopher Froome (Sky) absent de la course conserve toutefois sa première place de l'UCI World Tour.

## Présentation

### Équipes
L'organisateur a communiqué la liste des équipes invitées le 1er juillet 2013. 21 équipes participent à cette Vattenfall Cyclassics - 19 ProTeams et 2 équipes continentales professionnelles :
| Nom de l'équipe         | Pays        | Code |
| ----------------------- | ----------- | ---- |
| AG2R La Mondiale        | France      | ALM  |
| Argos-Shimano           | Pays-Bas    | ARG  |
| Astana                  | Kazakhstan  | AST  |
| Belkin                  | Pays-Bas    | BEL  |
| BMC Racing              | États-Unis  | BMC  |
| Cannondale              | Italie      | CAN  |
| Euskaltel Euskadi       | Espagne     | EUS  |
| FDJ.fr                  | France      | FDJ  |
| Garmin-Sharp            | États-Unis  | GRS  |
| Katusha                 | Russie      | KAT  |
| Lampre-Merida           | Italie      | LAM  |
| Lotto-Belisol           | Belgique    | LTB  |
| Movistar                | Espagne     | MOV  |
| Omega Pharma-Quick Step | Belgique    | OPQ  |
| Orica-GreenEDGE         | Australie   | OGE  |
| RadioShack-Leopard      | Luxembourg  | RLT  |
| Saxo-Tinkoff            | Danemark    | TST  |
| Sky                     | Royaume-Uni | SKY  |
| Vacansoleil-DCM         | Pays-Bas    | VCD  |

| Nom de l'équipe | Pays           | Code |
| --------------- | -------------- | ---- |
| MTN-Qhubeka     | Afrique du Sud | MTN  |
| NetApp-Endura   | Allemagne      | TNE  |

## Récit de la course
21 équipes inscrivent 8 coureurs sauf les Britanniques de Sky, les Américains de BMC Racing, les Français de AG2R La Mondiale et les Italiens de Cannondale qui n'en comptent que 7 chacune. Au total de 164 coureurs au départ de la course.

## Classement final
|    | Coureur                  | Équipe                  |    | Temps           | Points UCI |
| -- | ------------------------ | ----------------------- | -- | --------------- | ---------- |
| 1  | John Degenkolb (GER)     | Argos-Shimano           | en | 5 h 45 min 15 s | 80         |
| 2  | André Greipel (GER)      | Lotto-Belisol           | +  | m.t             | 60         |
| 3  | Alexander Kristoff (NOR) | Katusha                 |    | m.t             | 50         |
| 4  | José Joaquín Rojas (ESP) | Movistar                |    | m.t             | 40         |
| 5  | Elia Viviani (ITA)       | Cannondale              |    | m.t             | 30         |
| 6  | Boy van Poppel (NED)     | Vacansoleil-DCM         |    | m.t             | 22         |
| 7  | Nikolas Maes (BEL)       | Omega Pharma-Quick Step |    | m.t             | 14         |
| 8  | Thor Hushovd (NOR)       | BMC Racing              |    | m.t             | 10         |
| 9  | Matti Breschel (DEN)     | Saxo-Tinkoff            |    | m.t             | 6          |
| 10 | Arnaud Démare (FRA)      | FDJ.fr                  |    | m.t             | 2          |

## Liste des participants
- « Liste de départ complète »(Archive.org • Wikiwix • Archive.is • Google • Que faire ?)

| Légende | Légende                                                                    | Légende | Légende                                                    |
| ------- | -------------------------------------------------------------------------- | ------- | ---------------------------------------------------------- |
| Num     | Dossard de départ porté par le coureur sur cette Vattenfall Cyclassics     | Pos     | Position à l'arrivée de la course                          |
|         | Indique un maillot de champion national ou mondial, suivi de sa spécialité | NP      | Indique un coureur qui n'a pas pris le départ de la course |
| AB      | Indique un coureur qui n'a pas terminé la course                           | HD      | Indique un coureur qui a terminé la course hors des délais |

| FDJ.fr FDJ | FDJ.fr FDJ              | FDJ.fr FDJ |
| ---------- | ----------------------- | ---------- |
| Num        | Coureur                 | Pos        |
| 1          | Arnaud Démare (FRA)     | 10e        |
| 2          | Francis Mourey (FRA)    | AB         |
| 3          | David Boucher (FRA)     | 125e       |
| 4          | Mickaël Delage (FRA)    | 26e        |
| 5          | Murilo Fischer (BRA)    | 114e       |
| 6          | Yoann Offredo (FRA)     | 47e        |
| 7          | Dominique Rollin (CAN)  | AB         |
| 8          | Benoît Vaugrenard (FRA) | 79e        |

| Lotto-Belisol LTB | Lotto-Belisol LTB           | Lotto-Belisol LTB |
| ----------------- | --------------------------- | ----------------- |
| Num               | Coureur                     | Pos               |
| 11                | André Greipel (GER) (Route) | 2e                |
| 12                | Lars Ytting Bak (DEN)       | 55e               |
| 13                | Jens Debusschere (BEL)      | 120e              |
| 14                | Gert Dockx (BEL)            | AB                |
| 15                | Jürgen Roelandts (BEL)      | 72e               |
| 16                | Marcel Sieberg (GER)        | 74e               |
| 17                | Frederik Willems (BEL)      | AB                |
| 18                | Tim Wellens (BEL)           | 140e              |

| RadioShack-Leopard RLT | RadioShack-Leopard RLT       | RadioShack-Leopard RLT |
| ---------------------- | ---------------------------- | ---------------------- |
| Num                    | Coureur                      | Pos                    |
| 21                     | Giacomo Nizzolo (ITA)        | 13e                    |
| 22                     | Stijn Devolder (BEL) (Route) | 93e                    |
| 23                     | Laurent Didier (LUX)         | 146e                   |
| 24                     | Danilo Hondo (GER)           | 50e                    |
| 25                     | Bob Jungels (LUX) (Route)    | 110e                   |
| 26                     | Maxime Monfort (BEL)         | 105e                   |
| 27                     | Nélson Oliveira (POR)        | 66e                    |
| 28                     | Jesse Sergent (NZL)          | 108e                   |

| Sky SKY | Sky SKY                      | Sky SKY |
| ------- | ---------------------------- | ------- |
| Num     | Coureur                      | Pos     |
| 31      | Bernhard Eisel (AUT)         | 113e    |
| 32      | Mathew Hayman (AUS)          | 17e     |
| 33      | David López García (ESP)     | 92e     |
| 34      | Gabriel Rasch (NOR)          | 100e    |
| 35      | Ian Stannard (GBR)           | 91e     |
| 36      | Christopher Sutton (AUS)     | 24e     |
| 37      |                              |         |
| 38      | Jonathan Tiernan-Locke (GBR) | 137e    |

| Movistar MOV | Movistar MOV             | Movistar MOV |
| ------------ | ------------------------ | ------------ |
| Num          | Coureur                  | Pos          |
| 41           | Andrey Amador (CRC)      | 36e          |
| 42           | Alex Dowsett (GBR)       | 133e         |
| 43           | Ángel Madrazo (ESP)      | 95e          |
| 44           | Rubén Plaza (ESP)        | 94e          |
| 45           | José Joaquín Rojas (ESP) | 4e           |
| 46           | Enrique Sanz (ESP)       | AB           |
| 47           | Eloy Teruel (ESP)        | 89e          |
| 48           | Francisco Ventoso (ESP)  | 11e          |

| Katusha KAT | Katusha KAT                  | Katusha KAT |
| ----------- | ---------------------------- | ----------- |
| Num         | Coureur                      | Pos         |
| 51          | Marco Haller (AUT)           | 143e        |
| 52          | Alexander Kristoff (NOR)     | 3e          |
| 53          | Aliaksandr Kuschynski (BLR)  | AB          |
| 54          | Viatcheslav Kouznetsov (RUS) | 116e        |
| 55          | Alexander Porsev (RUS)       | 15e         |
| 56          | Rüdiger Selig (GER)          | 117e        |
| 57          | Gatis Smukulis (LAT)         | AB          |
| 58          | Alexey Tsatevitch (RUS)      | 30e         |

| Astana AST | Astana AST              | Astana AST |
| ---------- | ----------------------- | ---------- |
| Num        | Coureur                 | Pos        |
| 61         | Borut Božič (SLO)       | 28e        |
| 62         | Assan Bazayev (KAZ)     | 138e       |
| 63         | Enrico Gasparotto (ITA) | 70e        |
| 64         | Francesco Gavazzi (ITA) | 111e       |
| 65         | Dmitriy Gruzdev (KAZ)   | AB         |
| 66         | Jacopo Guarnieri (ITA)  | 103e       |
| 67         | Dmitriy Muravyev (KAZ)  | AB         |
| 68         | Simone Ponzi (ITA)      | 35e        |

| Saxo-Tinkoff TST | Saxo-Tinkoff TST           | Saxo-Tinkoff TST |
| ---------------- | -------------------------- | ---------------- |
| Num              | Coureur                    | Pos              |
| 71               | Daniele Bennati (ITA)      | 56e              |
| 72               | Jonas Aaen Jørgensen (DEN) | 144e             |
| 73               | Jonathan Cantwell (AUS)    | 37e              |
| 74               | Karsten Kroon (NED)        | 98e              |
| 75               | Manuele Boaro (ITA)        | 130e             |
| 76               | Marko Kump (SLO)           | 121e             |
| 77               | Matti Breschel (DEN)       | 9e               |
| 78               | Takashi Miyazawa (JPN)     | 62e              |

| Omega Pharma-Quick Step OPQ | Omega Pharma-Quick Step OPQ      | Omega Pharma-Quick Step OPQ |
| --------------------------- | -------------------------------- | --------------------------- |
| Num                         | Coureur                          | Pos                         |
| 81                          | Michał Kwiatkowski (POL) (Route) | 107e                        |
| 82                          | Nikolas Maes (BEL)               | 7e                          |
| 83                          | Michał Gołaś (POL)               | 88e                         |
| 84                          | Bert Grabsch (GER)               | 127e                        |
| 85                          | Alessandro Petacchi (ITA)        | 53e                         |
| 86                          | Niki Terpstra (NED)              | 128e                        |
| 87                          | Stijn Vandenbergh (BEL)          | 65e                         |
| 88                          | Martin Velits (SVK)              | 126e                        |

| Garmin-Sharp GRS | Garmin-Sharp GRS         | Garmin-Sharp GRS |
| ---------------- | ------------------------ | ---------------- |
| Num              | Coureur                  | Pos              |
| 91               | Jack Bauer (NZL)         | 119e             |
| 92               | Robert Hunter (RSA)      | AB               |
| 93               | Raymond Kreder (NED)     | 14e              |
| 94               | Martijn Maaskant (NED)   | 29e              |
| 95               | Jacob Rathe (USA)        | 61e              |
| 96               | Sébastien Rosseler (BEL) | AB               |
| 97               | Steele Von Hoff (AUS)    | 19e              |
| 98               | Fabian Wegmann (GER)     | 44e              |

| Belkin BEL | Belkin BEL               | Belkin BEL |
| ---------- | ------------------------ | ---------- |
| Num        | Coureur                  | Pos        |
| 101        | Jetse Bol (NED)          | AB         |
| 102        | Jos van Emden (NED)      | 41e        |
| 103        | Rick Flens (NED)         | 131e       |
| 104        | Tom Leezer (NED)         | 16e        |
| 105        | Paul Martens (GER)       | 33e        |
| 106        | Tom-Jelte Slagter (NED)  | 109e       |
| 107        | Maarten Tjallingii (NED) | 42e        |
| 108        | Sep Vanmarcke (BEL)      | 34e        |

| BMC Racing BMC | BMC Racing BMC             | BMC Racing BMC |
| -------------- | -------------------------- | -------------- |
| Num            | Coureur                    | Pos            |
| 111            | Adam Blythe (GBR)          | 80e            |
| 112            | Marcus Burghardt (GER)     | 145e           |
| 113            | Thor Hushovd (NOR) (Route) | 8e             |
| 114            |                            |                |
| 115            | Amaël Moinard (FRA)        | 101e           |
| 116            | Steve Morabito (SUI)       | 86e            |
| 117            | Daniel Oss (ITA)           | 102e           |
| 118            | Manuel Quinziato (ITA)     | 112e           |

| Cannondale CAN | Cannondale CAN        | Cannondale CAN |
| -------------- | --------------------- | -------------- |
| Num            | Coureur               | Pos            |
| 121            |                       |                |
| 122            | Maciej Bodnar (POL)   | 77e            |
| 123            | Alan Marangoni (ITA)  | 97e            |
| 124            | Moreno Moser (ITA)    | AB             |
| 125            | Michel Koch (GER)     | 68e            |
| 126            | Kristjan Koren (SLO)  | 69e            |
| 127            | Matthias Krizek (AUT) | 129e           |
| 128            | Elia Viviani (ITA)    | 5e             |

| AG2R La Mondiale ALM | AG2R La Mondiale ALM     | AG2R La Mondiale ALM |
| -------------------- | ------------------------ | -------------------- |
| Num                  | Coureur                  | Pos                  |
| 131                  | Davide Appollonio (ITA)  | 32e                  |
| 132                  | Gediminas Bagdonas (LTU) | 23e                  |
| 133                  | Romain Bardet (FRA)      | 99e                  |
| 134                  | Manuel Belletti (ITA)    | 12e                  |
| 135                  | Hugo Houle (CAN)         | 43e                  |
| 136                  | Valentin Iglinskiy (KAZ) | 20e                  |
| 137                  | Julian Kern (GER)        | 149e                 |
| 138                  |                          |                      |

| Lampre-Merida LAM | Lampre-Merida LAM         | Lampre-Merida LAM |
| ----------------- | ------------------------- | ----------------- |
| Num               | Coureur                   | Pos               |
| 141               | Damiano Cunego (ITA)      | 76e               |
| 142               | Filippo Pozzato (ITA)     | 58e               |
| 143               | Daniele Pietropolli (ITA) | 123e              |
| 144               | Andrea Palini (ITA)       | 142e              |
| 145               | Elia Favilli (ITA)        | 75e               |
| 146               | Davide Cimolai (ITA)      | 84e               |
| 147               | Adriano Malori (ITA)      | 96e               |
| 148               | Roberto Ferrari (ITA)     | 18e               |

| Orica-GreenEDGE OGE | Orica-GreenEDGE OGE       | Orica-GreenEDGE OGE |
| ------------------- | ------------------------- | ------------------- |
| Num                 | Coureur                   | Pos                 |
| 151                 | Daryl Impey (RSA)         | 39e                 |
| 152                 | Jens Keukeleire (BEL)     | 51e                 |
| 153                 | Jens Mouris (NED)         | 135e                |
| 154                 | Sebastian Langeveld (NED) | 40e                 |
| 155                 | Brett Lancaster (AUS)     | 136e                |
| 156                 | Matthew Goss (AUS)        | 27e                 |
| 157                 | Michael Hepburn (AUS)     | 134e                |
| 158                 | Michael Albasini (SUI)    | 122e                |

| Euskaltel Euskadi EUS | Euskaltel Euskadi EUS  | Euskaltel Euskadi EUS |
| --------------------- | ---------------------- | --------------------- |
| Num                   | Coureur                | Pos                   |
| 161                   | Garikoitz Bravo (ESP)  | 147e                  |
| 162                   | Ion Izagirre (ESP)     | 139e                  |
| 163                   | Juan José Lobato (ESP) | 31e                   |
| 164                   | Miguel Mínguez (ESP)   | 60e                   |
| 165                   | Rubén Pérez (ESP)      | 67e                   |
| 166                   | Adrián Sáez (ESP)      | 38e                   |
| 167                   | Romain Sicard (FRA)    | 59e                   |
| 168                   | Gorka Izagirre (ESP)   | 115e                  |

| Argos-Shimano ARG | Argos-Shimano ARG    | Argos-Shimano ARG |
| ----------------- | -------------------- | ----------------- |
| Num               | Coureur              | Pos               |
| 171               | Bert De Backer (BEL) | 52e               |
| 172               | Roy Curvers (NED)    | 83e               |
| 173               | John Degenkolb (GER) | 1er               |
| 174               | Tom Dumoulin (NED)   | 71e               |
| 175               | Albert Timmer (NED)  | 124e              |
| 176               | William Clarke (AUS) | 78e               |
| 177               | Koen de Kort (NED)   | AB                |
| 178               | Tom Veelers (NED)    | 148e              |

| Vacansoleil-DCM VCD | Vacansoleil-DCM VCD      | Vacansoleil-DCM VCD |
| ------------------- | ------------------------ | ------------------- |
| Num                 | Coureur                  | Pos                 |
| 181                 | Björn Leukemans (BEL)    | 81e                 |
| 182                 | Marco Marcato (ITA)      | 118e                |
| 183                 | Pim Ligthart (NED)       | 25e                 |
| 184                 | Wouter Mol (NED)         | 104e                |
| 185                 | Mirko Selvaggi (ITA)     | 48e                 |
| 186                 | Boy van Poppel (NED)     | 6e                  |
| 187                 | Danny van Poppel (NED)   | AB                  |
| 188                 | Frederik Veuchelen (BEL) | 90e                 |

| NetApp-Endura TNE | NetApp-Endura TNE          | NetApp-Endura TNE |
| ----------------- | -------------------------- | ----------------- |
| Num               | Coureur                    | Pos               |
| 191               | Michael Schwarzmann (GER)  | 141e              |
| 192               | Blaž Jarc (SLO)            | 45e               |
| 193               | Roger Kluge (GER)          | 22e               |
| 194               | Ralf Matzka (GER)          | 63e               |
| 195               | Jonathan McEvoy (GBR)      | 57e               |
| 196               | Alexander Wetterhall (SWE) | 46e               |
| 197               | Andreas Schillinger (GER)  | 73e               |
| 198               | Cesare Benedetti (ITA)     | 82e               |

| MTN-Qhubeka MTN | MTN-Qhubeka MTN                  | MTN-Qhubeka MTN |
| --------------- | -------------------------------- | --------------- |
| Num             | Coureur                          | Pos             |
| 201             | Gerald Ciolek (GER)              | 21e             |
| 202             | Ignatas Konovalovas (LTU)        | 54e             |
| 203             | Martin Reimer (GER)              | 49e             |
| 204             | Andreas Stauff (GER)             | 85e             |
| 205             | Jay Robert Thomson (RSA) (Route) | 64e             |
| 206             | Jacobus Venter (RSA)             | 87e             |
| 207             | Youcef Reguigui (ALG)            | 106e            |
| 208             | Johann van Zyl (RSA)             | 132e            |